# 国道3号

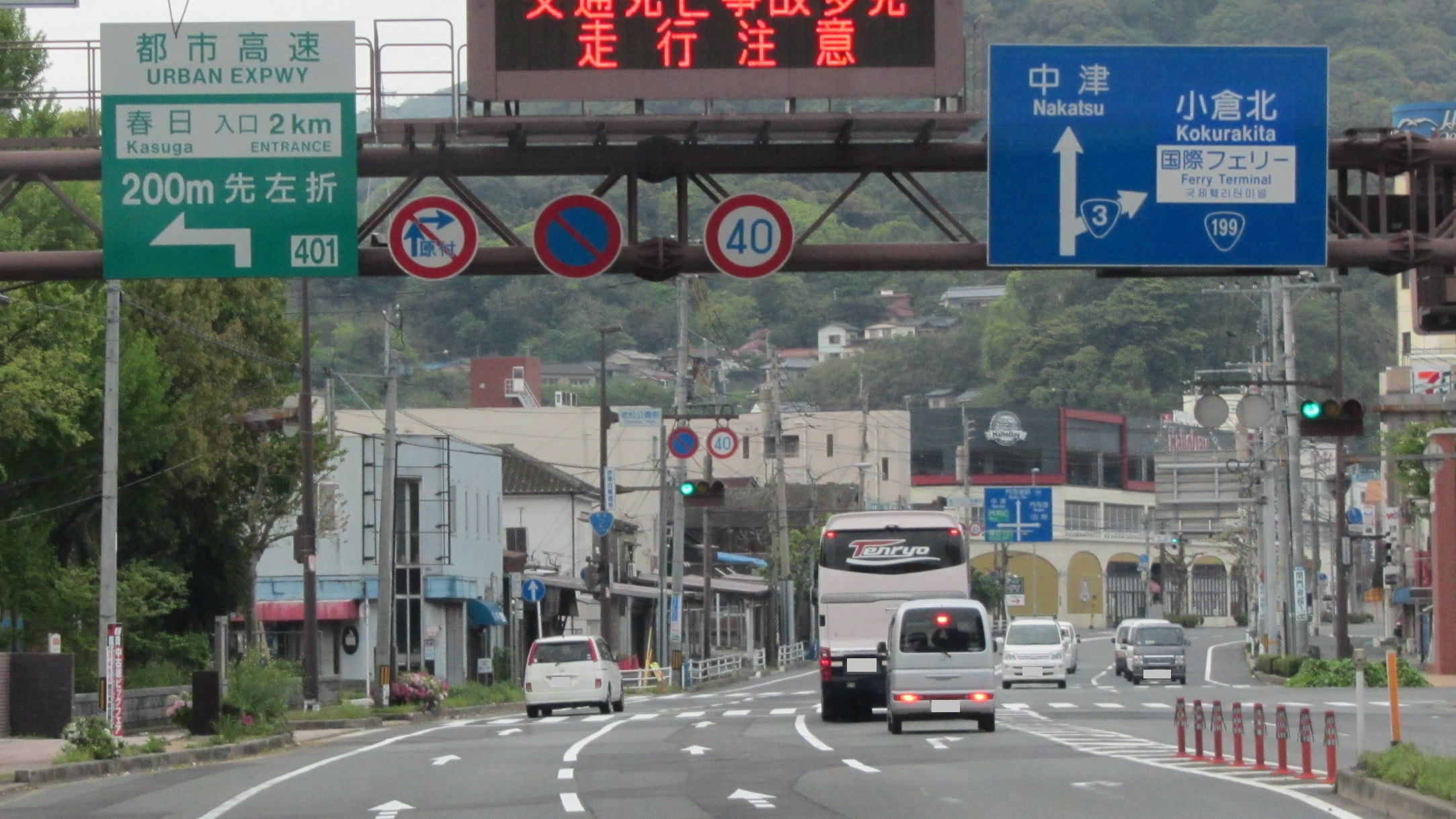
国道3号 起点
福岡県北九州市門司区
老松公園前交差点付近

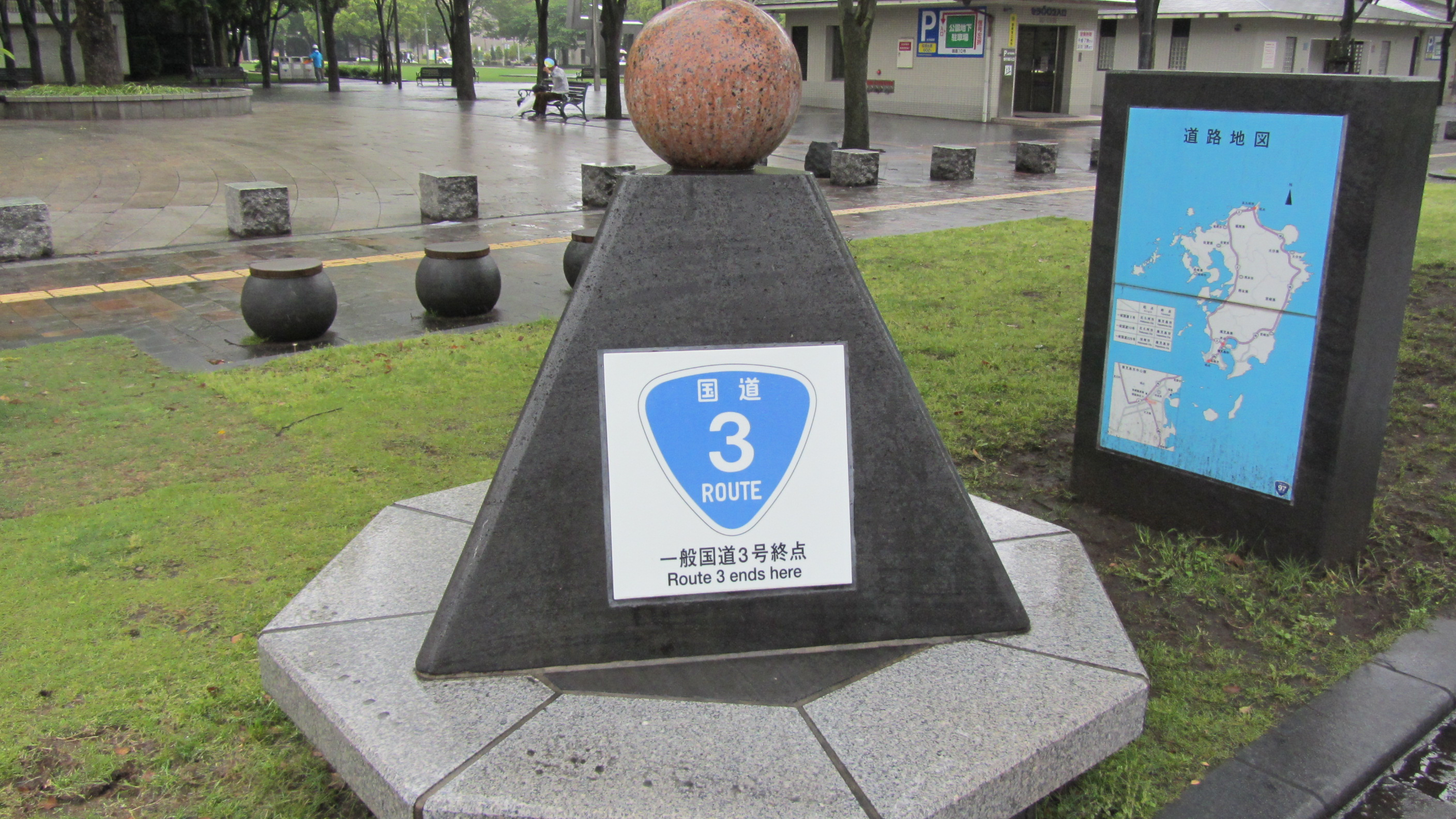
国道3号 終点
鹿児島県鹿児島市
照国神社前交差点の道路元標

国道3号（こくどう3ごう）は、福岡県北九州市門司区から福岡市を経て、福岡県南部・熊本県西部を縦貫し、熊本市を経て九州西岸部を南下し、鹿児島県鹿児島市に至る一般国道である。

## 概要
九州を南北に縦貫する幹線道路の一つで、政令指定都市である北九州市・門司を起点に、九州山地を西まわりで迂回して有明海と八代海沿岸に沿って南下し、福岡・熊本・鹿児島の各県の県庁所在地である福岡市・熊本市・鹿児島市とを結ぶ、延長約533 キロメートル (km) の一般国道の路線である。主な通過地は、福岡県宗像市、福津市、古賀市、福岡市、春日市、大野城市、太宰府市、筑紫野市、佐賀県鳥栖市、福岡県久留米市、八女市、熊本県山鹿市、熊本市、宇土市、宇城市、八代市、水俣市、鹿児島県出水市、阿久根市、薩摩川内市、いちき串木野市、日置市、鹿児島市である。
国道3号の路線の一部を構成する高規格幹線道路は、熊本県八代市から鹿児島県鹿児島市までの区間を結ぶ予定の南九州西回り自動車道が自動車専用道路のバイパスとして建設中である。現在、八代市から水俣市まで、出水市から阿久根市までおよび、薩摩川内市から鹿児島市までの区間が開通している。事業区間としては八代日奈久道路、日奈久芦北道路、芦北出水道路、出水阿久根道路、阿久根川内道路、川内隈之城道路、川内道路、鹿児島道路がある。
また地域高規格道路は、福岡県北九州市の黒崎バイパス、熊本県熊本市および合志市を通る熊本環状道路熊本北バイパス、鹿児島県鹿児島市の鹿児島ICから同市鹿児島港までを結ぶ予定の鹿児島東西幹線道路がある。また、鹿児島東西幹線道路の新武岡トンネルの本線部とランプ部の結合個所の掘削断面積は日本一となっている。
道路管理者は、北九州市内の一部の約11 km区間を除いたほぼ全線が、国土交通省所管の指定区間（直轄国道）である。九州東岸部の大分市・宮崎市を経て北九州市と鹿児島市を結ぶ国道10号と並ぶ九州の大幹線であり、特に福岡県においては、同県南北を結ぶ交通の要衝となっており、県内を走る国道の中では最も交通量が多い。

### 路線データ
一般国道の路線を指定する政令 に基づく起終点および重要な経過地は次のとおり。
- 起点：北九州市（門司区、老松公園前交差点 = 国道2号終点、国道10号起点）
- 終点：鹿児島市（照国神社前交差点 = 国道10号・国道225号・国道226号終点）
- 重要な経過地：宗像市、福岡市、大野城市、筑紫野市、鳥栖市、久留米市、八女市、山鹿市、熊本県鹿本郡植木町[注釈 2]、熊本市、宇土市、同県宇土郡不知火町[注釈 3]、同県下益城郡松橋町[注釈 3]、同県八代郡宮原町[注釈 4]、八代市、水俣市、出水市、阿久根市、鹿児島県出水郡野田町[注釈 5]、川内市[注釈 6]、串木野市[注釈 7]、同県日置郡市来町[注釈 7]
- 総延長 : 532.7 km（福岡県 83.7 km、北九州市 36.7 km、福岡市 29.0 km、佐賀県 11.5 km、熊本県 156.8 km、熊本市 46.9 km、鹿児島県 168.2 km）[3][注釈 8]
- 重用延長 : なし[3][注釈 8]
- 未供用延長 : 10.8 km（福岡県 - km、北九州市 - km、福岡市 - km、佐賀県 - km、熊本県 8.5 km、熊本市 3.3 km、鹿児島県 - km）[3][注釈 8]
- 実延長 : 521.8 km（福岡県 83.7 km、北九州市 36.7 km、福岡市 29.0 km、佐賀県 11.5 km、熊本県 148.3 km、熊本市 43.6 km、鹿児島県 168.2 km）[3][注釈 8]
  - 現道 : 431.2 km（福岡県 83.7 km、北九州市 30.9 km、福岡市 20.0 km、佐賀県 11.5 km、熊本県 118.0 km、熊本市 41.4 km、鹿児島県 125.9 km）[3][注釈 8]
  - 旧道 : なし[3][注釈 8]
  - 新道 : 90.6 km（福岡県 - km、北九州市 5.8 km、福岡市 9.0 km、佐賀県 - km、熊本県 30.3 km、熊本市 2.2 km、鹿児島県 42.3 km）[3][注釈 8]
- 指定区間：北九州市小倉北区砂津2丁目321番3 - 鹿児島市城山町1番の1（富野口交差点 - 照国神社前交差点（終点））[4]

## 歴史
現在の国道3号に相当する道は、長崎街道の一部、唐津街道、薩摩街道である。国道3号と長崎街道が同じルートであるのは小倉八幡間だけで、そこから長崎街道は、遠賀川に沿って進み冷水峠を越えて筑紫野へ、鳥栖から長崎方面へ向かうという、今日の国道200号と国道34号に相当するルートをとっていた。八幡から福岡市へ向かう道が唐津街道である。薩摩街道は鳥栖付近で長崎街道から分岐し、現在の3号と同じルートをとっていた。

### 年表
- 1885年（明治18年）内務省告示第6号「國道表」では、長崎街道がそのまま国道4号「東京より長崎港に達する路線」となり、薩摩街道は国道4号から筑紫野で分岐する国道11号「東京より熊本鎮台に達する路線」および熊本より先の国道37号「東京より鹿児島県に達する路線」となった。唐津街道は国道34号「東京より福岡県に達する路線」に指定された。
- 1920年（大正9年）施行の旧道路法に基づく路線認定では、国道2号「東京市より鹿児島県庁所在地に達する路線（甲）」となった。この路線は福岡市を経由するもので、今日の国道3号と同じルートである。それまで上位路線であった長崎へ向かう路線は、国道2号から鳥栖で分岐する国道25号となった。また、遠賀川沿いの旧長崎街道は国道から外された。この区間が再び国道となるのは1953年のことである。
- 1952年（昭和27年）12月4日 - 新道路法に基づく路線指定で旧2号の門司より南が一級国道3号（福岡県門司市（現 北九州市門司区） - 鹿児島県鹿児島市）として指定された。
- 1965年（昭和40年）4月1日 - 道路法改正によって一級・二級の別がなくなり一般国道3号となった。

### バイパスとして建設された現道区間
旧道区間が国道3号の指定から外れ、公的にはバイパスではなくなった後も通称としてバイパスの名称が残っていることが多い。

#### 福岡県内

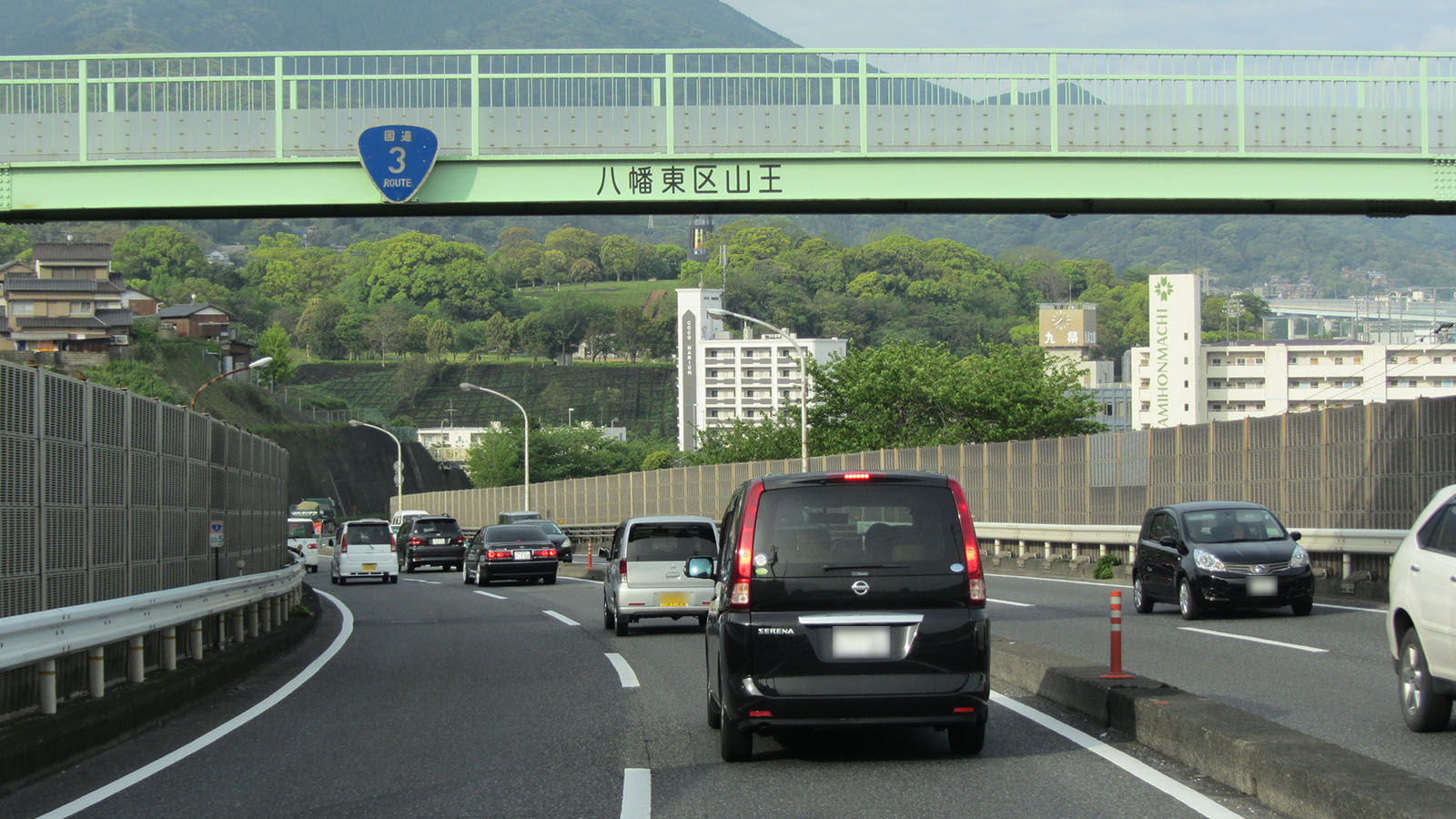
戸畑バイパス
福岡県北九州市八幡東区山王

- 戸畑バイパス - 北九州市小倉北区上到津から八幡東区中央の区間（自転車通行禁止）。1966年（昭和41年）度開通[5]。旧道は福岡県道296号大蔵到津線、福岡県道62号北九州小竹線、北九州市道。
- 復興道路 - 北九州市八幡東区中央から同区前田の区間。1970年（昭和45年）度開通[6]。八幡駅の下を八幡トンネルで通過する。旧道は福岡県道62号北九州小竹線、福岡県道50号八幡戸畑線。
- 折尾バイパス - 北九州市八幡西区陣原から同区日吉台の区間。1958年（昭和33年）度開通[5]。旧道は国道199号（折尾駅前を通過する現道）、北九州市道。
- 水巻バイパス - 遠賀郡水巻町頃末北から同町立屋敷の区間。1961年（昭和36年）度開通[5]。1979年（昭和54年）までに「折尾遠賀拡幅」として4車線化された[7]。旧道は水巻町道。
- 遠賀バイパス - 遠賀郡水巻町立屋敷から同郡岡垣町山田の区間（自転車通行禁止）。1974年（昭和49年）に暫定2車線で開通、2001年（平成13年）に4車線に拡幅完了。上り線のみ立体交差となっていた遠賀町今古賀交差点の下り線についても2016年（平成28年）8月1日より立体交差化する工事に着手、2019年（平成31年）2月18日12時に完了した[8]（並走する側道部分のみ同年3月8日完成[9]）。旧道は福岡県道299号岡垣遠賀線。
- 岡垣バイパス - 遠賀郡岡垣町山田から宗像市武丸の区間（自転車通行禁止）。1990年度（平成2年度）に暫定2車線で開通し、2024年（令和6年）2月3日全線4車線化[10]。旧道は福岡県道287号岡垣宗像線 - 岡垣町道。
- 宗像バイパス - 宗像市武丸から古賀市千鳥パークタウン交差点までの区間。
- 香椎バイパス - 古賀市千鳥パークタウン交差点から福岡市東区下原の区間。周辺の宅地開発による人口増で旧3号（県道26号 現国道495号）の慢性的な渋滞が発生。その緩和策として暫定片側1車線で1970年（昭和45年）開通。以降段階的に2車線化し1999年（平成11年）頃全線3車線化となる。2004年（平成16年）古賀市流交差点の立体交差化により北九州寄りの起点が古賀市舞の里千鳥パークタウンとなる。九州道古賀ICならびに福岡都市高速香椎東ランプへのアクセスが可能。沿道にIKEAや郊外型商業施設が開業し朝夕の渋滞が激しい（香椎バイパスと博多バイパスの接続部分付近は自転車通行不可）。
- 博多バイパス - 福岡市東区下原から福岡空港の北西側を経由し博多区榎田に至る区間。 線形は起点から終点までほぼ直線で構成され、通称百年橋通りの東側部分にあたる。一帯には福岡流通センターや松島、新二又瀬、空港口交差点があり朝夕大変混雑することで有名。2018年（平成30年）、懸案事項とされた下原 - 多々良間3.3 kmが開通。周辺の渋滞緩和が見込まれたが計画から全線開通までかなりの時間（50年）を要し周辺人口も増加。2020年現在、朝夕の渋滞は緩和できず現在に至る。全線片側3車線化。
- 福岡南バイパス - 福岡市博多区榎田から筑紫野市永岡の区間。旧道は福岡県道・大分県道112号福岡日田線 - 筑紫野市道。
- 筑紫野バイパス - 筑紫野市永岡から佐賀県三養基郡基山町白坂の区間。1998年（平成10年）全線開通。旧道は福岡県道77号筑紫野三輪線 - 筑紫野市道。
- 八女バイパス - 八女市本村から同市津江（馬場）の区間。旧道は八女市道。

現在、北九州市小倉北区から筑紫野市にかけての区間はほとんどがバイパスによって構成されている。歩行者・自転車の通行が禁止されている区間が多数存在する。

#### 熊本県内
- 植木バイパス - 熊本市北区植木町亀甲（植木IC付近）から熊本市北区四方寄町（熊本北バイパス起点部）までの区間。このうち終点側の0.9 kmについては地域高規格道路熊本環状道路の一部に指定されており、2023年（令和5年）2月5日に開通した[11]。また、熊本市北区植木町鞍掛（国道208号交点）から熊本市北区植木町鐙田までの区間が2011年（平成23年）4月22日に暫定2車線で部分供用を開始している。この道路を使うことにより、熊本市中心部から国道208号に向かう場合、比較的渋滞することが多い交差点である舞尾（もうの）交差点や投刀塚（なたつか）交差点を迂回することができる。しかし、熊本市北区植木町鐙田から現道までの区間は熊本県道113号玉名植木線扱いとなっているため、熊本市北区植木町鎧田の現道にある案内標識には植木バイパスを示す案内は書かれていない。
- 熊本北バイパス - 熊本市北区四方寄町（植木BP交点）から同市東区新南部（国道57号交点）までの区間。なおつながる熊本東バイパスは国道57号の単独区間として扱われている。
- 清水バイパス - 熊本市北区四方寄町から中央区浄行寺交差点の区間。旧道は熊本県道303号四方寄熊本線で、1969年（昭和44年）に国道の指定から外れた。
- 川尻バイパス - 熊本市南区南高江から宇土市新松原町の区間。旧道は熊本県道297号川尻宇土線（一部熊本県道50号熊本嘉島線が重複）。
- 松橋バイパス - 宇土市新松原町から宇城市松橋町久具の区間。旧道は熊本県道14号八代鏡宇土線（宇土バイパス） - 宇城市道。

#### 鹿児島県内
- 隈之城バイパス - 薩摩川内市冷水町から薩摩川内市木場茶屋町までの区間。旧道は鹿児島県道313号荒川川内線[12]  - 薩摩川内市道 - 鹿児島県道320号百次木場茶屋線。

### かつてのバイパス
- 北九州道路 北九州高速4号線のうち春日出入口 - 黒崎出入口間について、1958年（昭和33年）から1973年（昭和48年）にかけて開通した当時は日本道路公団の一般有料道路北九州道路として国道3号バイパスの扱いであった。1991年（平成3年）、日本道路公団から福岡北九州高速道路公社に譲渡され、国道指定から外れて現在に至る。北九州道路への取り付け道路として老松公園前交差点 - 春日出入口間、富野出入口 - 富野口交差点間も国道3号に指定されていたが、北九州道路の管理変更と同時に福岡県道25号門司行橋線、北九州市道に降格した。

## 路線状況
本路線と同じく北九州市と鹿児島市を福岡市・熊本市経由で結ぶJR九州鹿児島本線・肥薩おれんじ鉄道（元鹿児島本線）・九州新幹線とは多くの区間で並行しているが、福岡県久留米市から熊本県熊本市北区植木町までの間では鹿児島本線・九州新幹線に比べ内陸寄りの八女市・山鹿市などを経由しており、同区間では国道209号・国道208号が鹿児島本線と並行する。また鹿児島県出水市では肥薩おれんじ鉄道よりも海側を直線状に通り、鹿児島市内では鹿児島本線よりも北側を通る。
福岡県から熊本県八代市にかけて九州自動車道と並走している。また、八代市 - 鹿児島県にかけて国交大臣指定に基づく高規格幹線道路 (B路線)として南九州西回り自動車道が建設中であり、一部区間は開通済みである。この路線は国道3号のバイパスとして位置づけられる自動車専用道路である。

### 福岡県・佐賀県

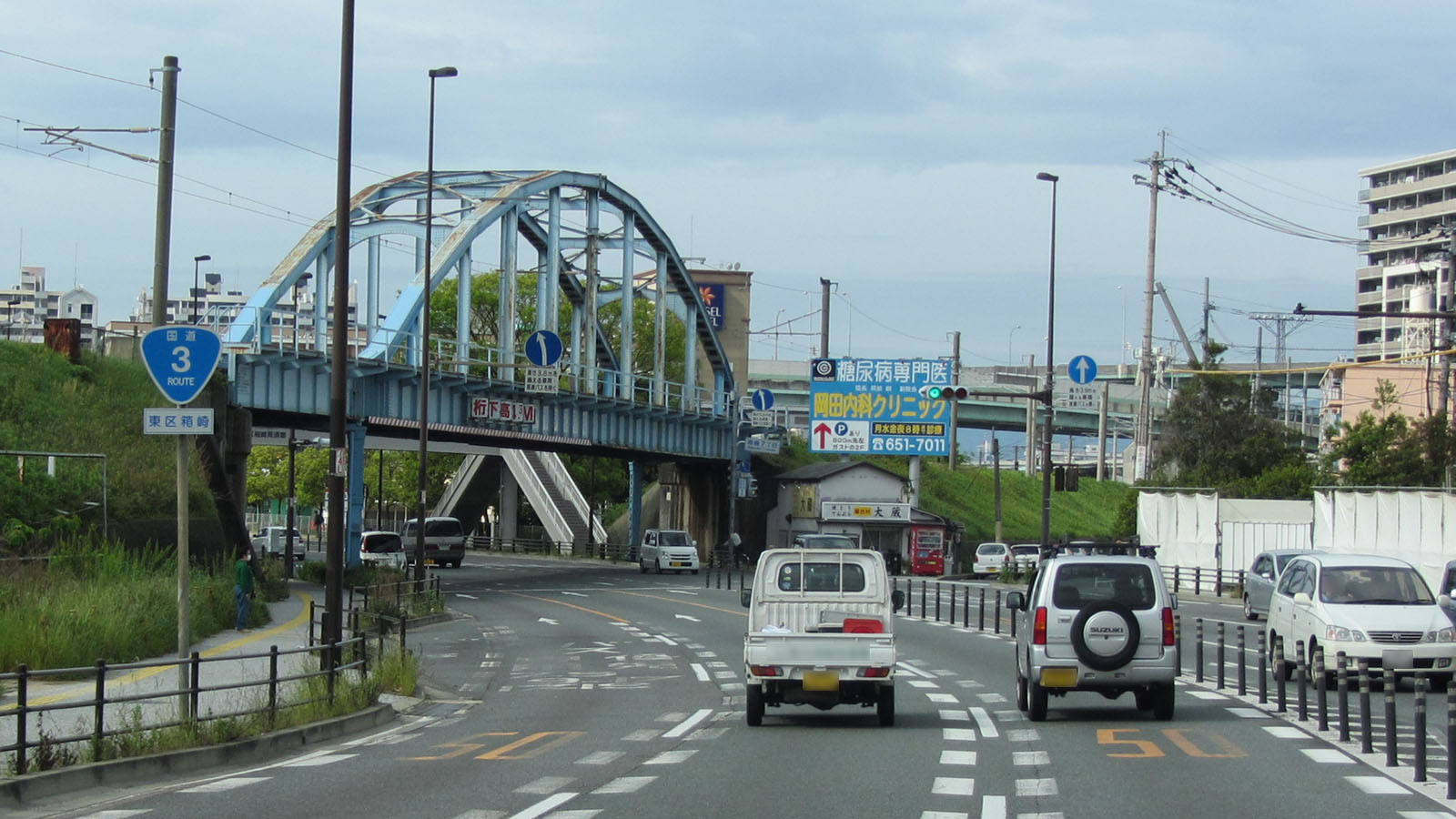
福岡県福岡市東区箱崎7丁目付近。片側3車線の区間
（2012年5月）

北九州市内は市街地を走るため信号機も多く、門司駅前、小倉北区富野口・三萩野・清水（きよみず）交差点、八幡西区陣山・黒崎・陣原・則松周辺などは渋滞も激しい。門司区から小倉北区にかけての区間は並行する国道199号がバイパスの役割を果たしている。また1960年代に開通した戸畑バイパスは丘陵地を迂回するルートのため大きくカーブしており、勾配も急である。さらに黒崎地区における渋滞緩和を図るため自動車専用道路である黒崎バイパスの整備が進められ、2023年（令和5年）3月18日に全線開通、戸畑バイパス終点先（春の町ランプ）および八幡西区樋口町（陣原ランプ）で本道と完全接続となっている。
北九州市を抜けて福岡市北部にかけての区間は、旧規格バイパスとして整備されており、北九州市門司区の起点から佐賀県鳥栖市までは（門司区の一部区間を除き）ほぼ片側2車線あるいは3車線化されている。基山町から鳥栖市にかけて、4車線化が徐々に進められており、国道500号交点である姫方町交差点まではおおむね完了している。以前は国道34号の起点である鳥栖市永吉町Y字路は国道3号としての直進通行帯が上下とも1車線に減少していたが、2020年（令和2年）9月2日に下り線が2車線化し、上り線も2022年（令和4年）3月9日に2車線化した。
一方、佐賀県鳥栖市から福岡県八女市方面にかけては大部分が2車線である上、市街地道路であるため慢性的に渋滞している（特に鳥栖市姫方町・国道500号交点は久留米・熊本方面が車線減少となるので鳥栖市内でも有数の渋滞地点）。久留米市に国道3号のバイパスは無く、市街地を縦断する関係上路線バスの停留所が多く設置されているが、停車帯が未整備の箇所も多い。特に久留米市国分町の苅原交差点は国道210号・国道322号・九州自動車道 久留米IC方面からの市道の交点でもあり、渋滞が多く発生することで知られ、道路情報掲示板に同交差点の渋滞情報がたびたび表示される。迂回路として利用可能な県道や市道も不充分であり、筑紫野市から久留米市にかけては鳥栖筑紫野道路（福岡県道・佐賀県道17号久留米基山筑紫野線）が並走しているが、国道3号と直接接続しているのは筑紫野バイパス終点付近のみであり、短距離の利用には不向きである。久留米市中心部を迂回する環状線として、鳥栖久留米道路および都市計画道路東合川野伏間線（県道および市道）が4車線で計画されている。
八女市立花町から南は山越えのルートになる。八女市立花町から熊本県境（小栗峠）にかけては片側1車線の急カーブ（追越禁止や対向車線はみ出し禁止区間）が連続しているため、長距離大型トレーラー・トラックが（速度超過やブレーキ故障等で）カーブを曲がりきれずに対向車と正面衝突したり、沿道の民家へ突っ込む事故が近年多発しており、そのたびに片側1車線の当該区間は全面通行止になることが多い。

### 熊本県

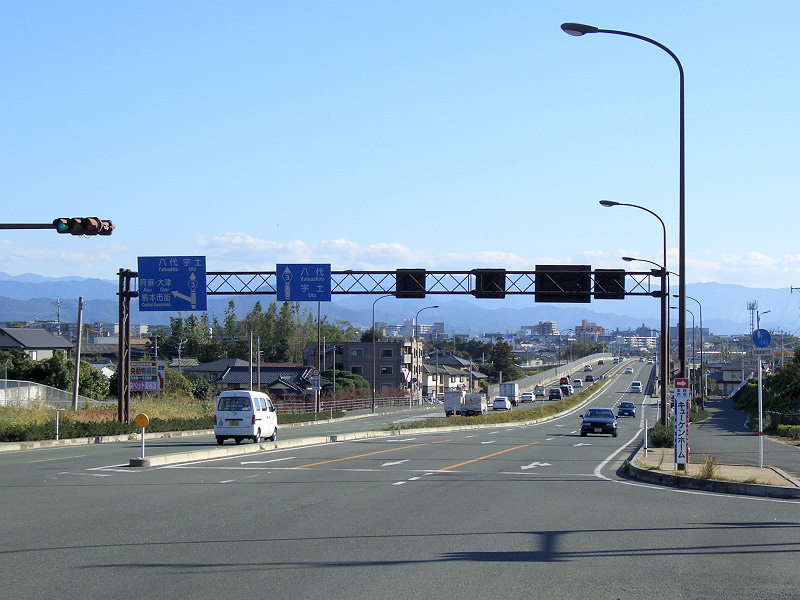
熊本県熊本市龍田陳内。熊本北バイパス区間
（2007年11月）

舞尾（もうの）交差点から東に300 mの地点の交差点は、かつて直角に2本交わり、国道3号を山鹿市方面から通過するには右折しすぐに左折する必要があり、大型トレーラーなどによる事故が頻発していた。現在はバイパスが作られ国道の指定から外されており、交差点の整備も行われ、解消している。四方寄交差点（熊本市北区四方寄町）以北は2車線区間で、熊本市中心部に向かう交通が多く、渋滞が起こりやすい。特に国道208号と接続する、舞尾交差点（熊本市北区植木町）は渋滞が頻発する。渋滞解消に向け、植木バイパス、熊本北バイパスが整備中。
熊本市内では、西日本最大のアーケード街の下通や、中心市街地の通町筋付近を通り、水道町交差点を片側2 - 3車線で南北に貫いているものの、平日の朝夕を中心に交通量が非常に多く、慢性的な渋滞が発生している。

### 鹿児島県
鹿児島県内に入ると、出水市で国道328号と分岐するが、悪天候時を除くとこちらの方が鹿児島市まで早着できる場合がある。ただし紫尾山を越えるため勾配が厳しい。一方、3号を南下していく場合は牛ノ浜駅近辺より上川内駅近辺（高城川まで）までは海岸沿いの2車線対面通行となる。東シナ海の景色が美しい。薩摩川内市内（高城川以南）では、木場茶屋交差点まで4車線に広がる。
薩摩川内市からいちき串木野市、日置市を過ぎて鹿児島市に入り、小山田交差点で国道328号と合流し、肥田橋交差点までは再び単調な2車線対面通行となる。当交差点までは渋滞が激しい。その後、九州自動車道鹿児島北ICをくぐり、終点へ向かう。なお、鹿児島市内における甲突川沿いの区間は増水等に注意が必要である。

### 通称
- 長崎街道
- 薩摩街道

### バイパス

#### 高規格道路
八代JCTから鹿児島ICまでを結ぶ国土交通大臣指定に基づく高規格幹線道路（一般国道の自動車専用道路）として建設される南九州西回り自動車道関連については当該記事を参照。
地域高規格道路については以下の通り。詳細は各記事を参照。
- 黒崎道路
  - 黒崎バイパス
- 熊本環状道路
  - 熊本北バイパス
- 鹿児島バイパス（鹿児島IC - 建部神社前交差点）
- 鹿児島東西幹線道路（鹿児島IC - 天保山IC＜仮称＞）
  - 鹿児島東西道路

#### 一般のバイパス
現道となっている区間については#歴史を参照。
- 博多バイパス[15] : 福岡市東区下原から博多区榎田の区間。起点側で香椎バイパスと、終点側で福岡南バイパスと接続する。全線が供用されている。なお、福岡市東区二又瀬新町から福岡市博多区榎田まで片側2車線で立体化整備する予定[16]。
- 鳥栖久留米道路[17] : 鳥栖市高田町から久留米市東合川の区間。起点側で現道と、終点側は久留米ICと接続する。終点側は都市計画道路東合川野伏間線とも接続し、久留米市上津町の現道までの区間を迂回可能となる。全線4.5 km未供用。
- 広川八女バイパス[18]: 八女郡広川町から八女市立花町の区間。全線11.4km未供用。
- 植木バイパス[19] : 熊本県熊本市北区植木町亀甲から熊本市北区四方寄町の区間。起点側で現道および植木IC、中間の植木町鞍掛で国道208号、終点付近(終点から0.9 kmの地点)で下硯川IC、終点側で現道および熊本北バイパスと接続する予定で、終点付近から終点までの一部区間は熊本環状道路の一部を構成する。全線9.3 kmのうち1999年度（平成11年度）に5.6 kmが事業化され、うち国道208号線から植木大橋までの2.3 kmが2011年（平成23年）4月22日に供用された。また、下硯川ICから終点までの0.9 kmが2023年（令和5年）2月5日に供用された。
- 市来バイパス : いちき串木野市湊町二丁目から同市湊町四丁目までの880 mは1984年（昭和59年）に湊中央地区区画整理事業と同時に着手し、1995年（平成7年）に供用開始されているが、その他の区間については市来バイパスに並行する区間に南九州西回り自動車道が建設されたことにより事業休止となった[20]。2012年現在、起終点共に現道と接続されていない。

### 重複区間

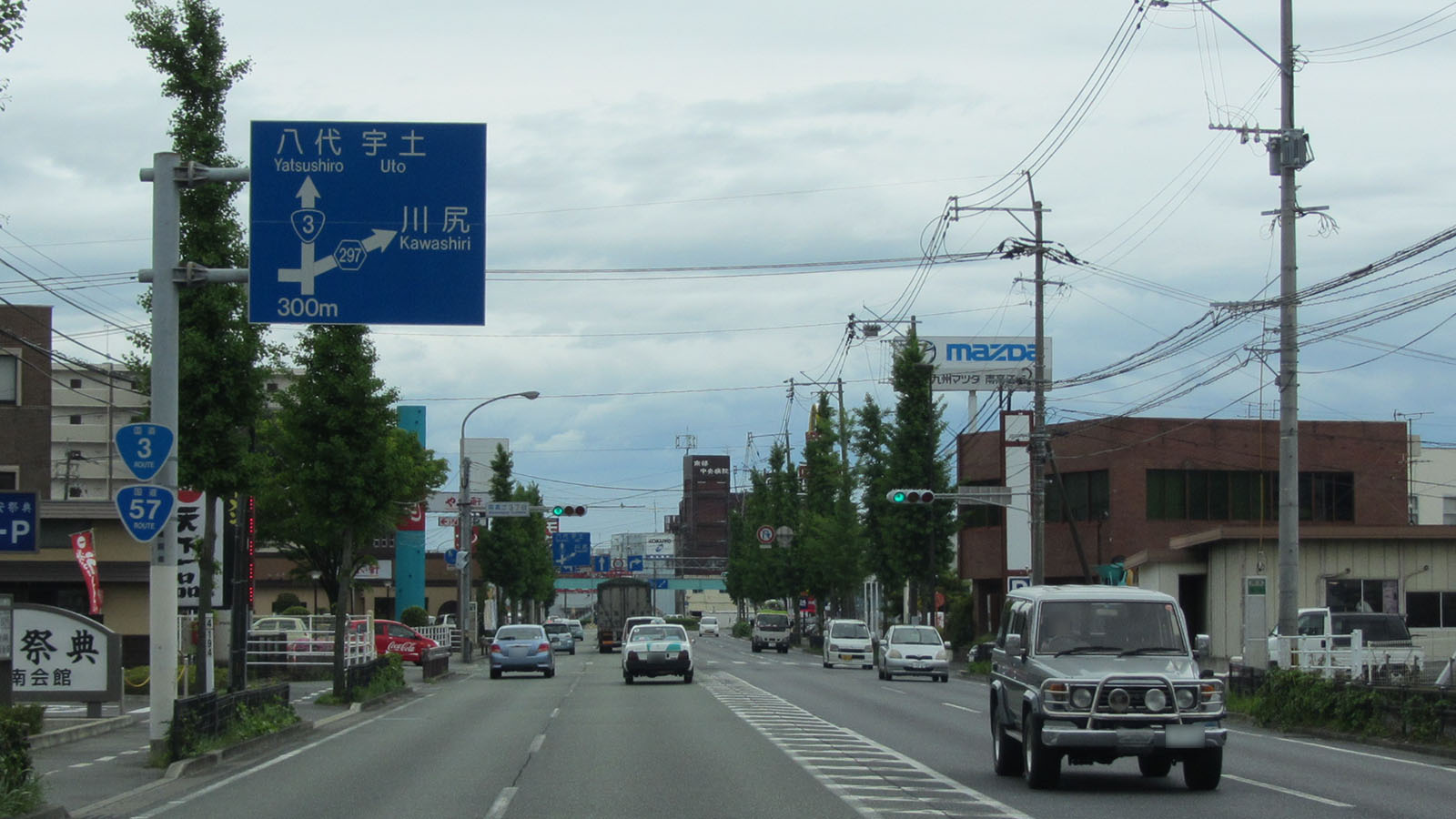
国道57号との重複
熊本県熊本市南区南高江

- 国道10号（福岡県北九州市門司区老松町・老松公園前交差点 - 北九州市小倉北区黄金1丁目・三萩野交差点）
- 国道325号（福岡県久留米市東町・東町交差点 - 熊本県山鹿市中央通・山鹿中央通交差点）
- 国道443号（熊本県山鹿市山鹿・西上町交差点 - 山鹿市中央通・山鹿中央通り交差点）
- 国道208号（熊本県熊本市北区植木町滴水・舞尾（もうの）交差点 - 熊本市中央区水道町・水道町交差点）
- 国道218号（熊本県熊本市中央区水道町・水道町交差点 - 宇城市松橋町久具）
- 国道219号（熊本県熊本市中央区水道町・水道町交差点 - 八代市萩原町・萩原町交差点）
- 国道57号（熊本県熊本市南区近見7丁目・近見町交差点 - 宇土市新松原町）

### 道路施設

#### 橋梁
- 福岡県
  - 遠賀大橋（遠賀郡遠賀町、遠賀川）
  - 久留米大橋（久留米市、筑後川）
  - 新矢部川橋（八女市、矢部川）
- 熊本県
  - 山鹿大橋（山鹿市、菊池川）
  - 長六橋（熊本市中央区、白川）
  - 緑川橋（熊本市南区緑川）
  - 夕葉橋（水俣市、球磨川）
- 鹿児島県
  - 米ノ津橋（出水市、米ノ津川）
  - 太平橋（薩摩川内市、川内川）

#### トンネル
- 福岡県
  - 手向山トンネル（北九州市小倉北区）
  - 八幡トンネル（北九州市八幡東区）
  - 岡垣トンネル（遠賀郡岡垣町）
  - 城山トンネル（遠賀郡岡垣町 - 宗像市）
- 熊本県
  - 赤松トンネル（八代市 - 葦北郡芦北町）
  - 田浦トンネル（葦北郡芦北町）
  - 海浦トンネル（葦北郡芦北町）
  - 佐敷トンネル（葦北郡芦北町）
  - 倉谷防災第一トンネル（葦北郡芦北町）
  - 倉谷防災第二トンネル（葦北郡芦北町）
  - 津奈木トンネル（葦北郡芦北町 - 水俣市）
- 鹿児島県
  - 砂嶽隧道（薩摩川内市）
  - 佐山隧道（薩摩川内市）
  - 湯田隧道（薩摩川内市）
  - 朝日隧道（日置市）
  - 武岡トンネル（鹿児島市、鹿児島バイパス）
  - 新武岡トンネル（鹿児島市、鹿児島東西幹線道路）

#### 道の駅
- 福岡県
  - たちばな（八女市）
- 熊本県
  - 鹿北（山鹿市鹿北町）
  - 竜北（八代郡氷川町）
  - たのうら（葦北郡芦北町）
  - みなまた（水俣市）
- 鹿児島県
  - 阿久根（阿久根市）

## 地理

### 通過する自治体
- 福岡県
  - 北九州市（門司区 - 小倉北区 - 戸畑区 - 八幡東区 - 八幡西区）- 遠賀郡水巻町 - 遠賀郡遠賀町 - 遠賀郡岡垣町 - 宗像市 - 福津市 - 古賀市 - 糟屋郡新宮町 - 福岡市（東区 - 博多区）- 春日市 - 大野城市 - 太宰府市 - 筑紫野市
- 佐賀県
  - 三養基郡基山町 - 鳥栖市
- 福岡県
  - 久留米市 - 八女郡広川町 - 八女市
- 熊本県
  - 山鹿市 - 熊本市（北区（ - ※合志市 - ※熊本市北区 - ※東区） - 中央区 - 南区）- 宇土市 - 宇城市 - 八代郡氷川町 - 八代市 - 葦北郡芦北町 - 葦北郡津奈木町 - 水俣市

※印の（熊本市北区） - 合志市 - 熊本市北区 - 東区は熊本北バイパス区間
- 鹿児島県
  - 出水市 - 阿久根市 - 薩摩川内市 - いちき串木野市 - 日置市 - 鹿児島市

### 交差する道路
E3A 南九州西回り自動車道のインターチェンジについてはこちらを参照。
| 交差する道路                                                         | 都道府県名 | 市町村名       | 市町村名       | 交差する場所              | 交差する場所            |
| -------------------------------------------------------------------- | ---------- | -------------- | -------------- | ------------------------- | ----------------------- |
| 国道2号                                                              | 福岡県     | 北九州市       | 門司区         | 老松町                    | 老松公園前交差点 / 起点 |
| 国道198号                                                            | 福岡県     | 北九州市       | 門司区         | 栄町                      | 桟橋通り交差点          |
| 国道10号 重複区間起点                                                | 福岡県     | 北九州市       | 小倉北区       | 中津口1丁目               | 富野口交差点            |
| 国道10号 重複区間終点                                                | 福岡県     | 北九州市       | 小倉北区       | 黄金1丁目                 | 三萩野交差点            |
| 国道200号 国道211号                                                  | 福岡県     | 北九州市       | 八幡西区       | 黒崎3丁目                 | 筒井町交差点            |
| 国道199号                                                            | 福岡県     | 北九州市       | 八幡西区       | 日吉台1丁目               | 日吉交差点              |
| E3 九州自動車道                                                      | 福岡県     | 古賀市         | 古賀市         | 今の庄3丁目               | 6 古賀IC                |
| 福岡高速1号香椎線                                                    | 福岡県     | 福岡市         | 東区           | 香住ヶ丘1丁目             | 香椎東出入口            |
| 国道495号                                                            | 福岡県     | 福岡市         | 東区           | 香住ヶ丘1丁目             | 香椎駅前3丁目交差点     |
| 福岡高速1号香椎線                                                    | 福岡県     | 福岡市         | 東区           | 香椎駅前2丁目             | 香椎出入口              |
| 国道201号                                                            | 福岡県     | 福岡市         | 東区           | 松島5丁目                 | 松島交差点              |
| 福岡高速環状線（2号線）                                              | 福岡県     | 福岡市         | 博多区         | 千代2丁目                 | 千代出入口              |
| 国道202号                                                            | 福岡県     | 福岡市         | 博多区         | 堅粕1丁目                 | 堅粕1丁目交差点         |
| 国道385号                                                            | 福岡県     | 福岡市         | 博多区         | 東光2丁目                 | 東光2丁目交差点         |
| 福岡高速環状線（2号線）                                              | 福岡県     | 福岡市         | 博多区         | 榎田1丁目                 | 榎田出入口              |
| 福岡高速環状線（2号線）                                              | 福岡県     | 福岡市         | 博多区         | 半道橋2丁目               | 半道橋出入口            |
| 国道202号 / 福岡外環状道路                                           | 福岡県     | 福岡市         | 博多区         | 立花寺（りゅうげじ）1丁目 | 立花寺北交差点          |
| 福岡高速環状線（2号線）                                              | 福岡県     | 福岡市         | 博多区         | 立花寺（りゅうげじ）1丁目 | 月隈出入口              |
| 福岡高速2号太宰府線                                                  | 福岡県     | 福岡市         | 博多区         | 金の隈1丁目               | 金の隈出入口            |
| 福岡高速2号太宰府線                                                  | 福岡県     | 福岡市         | 博多区         | 金の隈3丁目               | 大野城出入口            |
| E3 九州自動車道                                                      | 福岡県     | 大野城市       | 大野城市       | 御笠川6丁目               | 8 太宰府IC              |
| E3 九州自動車道                                                      | 福岡県     | 太宰府市       | 太宰府市       | 水城2丁目                 | 8 太宰府IC              |
| 福岡高速2号太宰府線                                                  | 福岡県     | 太宰府市       | 太宰府市       | 水城2丁目                 | 水城出入口              |
| 国道200号 国道386号                                                  | 福岡県     | 筑紫野市       | 筑紫野市       | 原田（はるだ）3丁目       | 原田交差点              |
| 国道34号                                                             | 佐賀県     | 鳥栖市         | 鳥栖市         | 永吉町                    | 永吉交差点              |
| E3 九州自動車道 E34 長崎自動車道 E34 大分自動車道                    | 佐賀県     | 鳥栖市         | 鳥栖市         | 永吉町                    | 1 鳥栖IC                |
| 国道500号                                                            | 佐賀県     | 鳥栖市         | 鳥栖市         | 姫方町                    | 姫方町交差点            |
| 国道210号                                                            | 福岡県     | 久留米市       | 久留米市       | 東櫛原町                  | 東櫛原交差点            |
| 国道209号 国道322号 国道325号 重複区間起点                           | 福岡県     | 久留米市       | 久留米市       | 東町                      | 東町交差点              |
| 国道442号                                                            | 福岡県     | 八女市         | 八女市         | 大島                      | 大島交差点              |
| 国道443号 重複区間起点                                               | 熊本県     | 山鹿市         | 山鹿市         | 山鹿                      | 西上町交差点            |
| 国道325号 重複区間終点 国道443号 重複区間終点                        | 熊本県     | 山鹿市         | 山鹿市         | 中央通                    | 山鹿中央通交差点        |
| E3 九州自動車道                                                      | 熊本県     | 熊本市         | 北区           | 植木町亀甲                | 14 植木IC               |
| 国道208号 重複区間起点                                               | 熊本県     | 熊本市         | 北区           | 植木町滴水                | 舞尾交差点              |
| 国道387号                                                            | 熊本県     | 合志市         | 合志市         | 須屋                      | 須屋交差点              |
| 国道387号                                                            | 熊本県     | 熊本市         | 北区           | 山室5丁目                 |                         |
| 国道208号 重複区間終点 国道218号 重複区間起点 国道219号 重複区間起点 | 熊本県     | 熊本市         | 中央区         | 水道町                    | 水道町交差点            |
| 国道266号 国道445号                                                  | 熊本県     | 熊本市         | 中央区         | 下通2丁目                 | 代継橋交差点            |
| 国道57号 / 熊本東バイパス 重複区間起点                               | 熊本県     | 熊本市         | 南区           | 近見7丁目                 | 近見交差点              |
| 国道57号 重複区間終点                                                | 熊本県     | 宇土市         | 宇土市         | 新松原町                  |                         |
| 国道266号                                                            | 熊本県     | 宇城市         | 宇城市         | 松橋町曲野                | 松橋町曲野交差点        |
| 国道218号 重複区間終点                                               | 熊本県     | 宇城市         | 宇城市         | 松橋町久具                |                         |
| 国道443号                                                            | 熊本県     | 八代郡         | 氷川町         | 宮原                      | 宮原交差点              |
| E3 九州自動車道                                                      | 熊本県     | 八代市         | 八代市         | 上片町                    | 18 八代IC               |
| 国道219号 重複区間終点                                               | 熊本県     | 八代市         | 八代市         | 萩原町                    | 萩原町交差点            |
| 国道268号                                                            | 熊本県     | 水俣市         | 水俣市         | 古城1丁目                 | 古城交差点              |
| 国道447号                                                            | 鹿児島県   | 出水市         | 出水市         | 米ノ津町                  | 米ノ津交差点            |
| 国道328号                                                            | 鹿児島県   | 出水市         | 出水市         | 今釜町                    | バイパス入口交差点      |
| 国道504号                                                            | 鹿児島県   | 出水市         | 出水市         | 野田町下名                | 餅井交差点              |
| 国道389号                                                            | 鹿児島県   | 阿久根市       | 阿久根市       | 多田                      | 多田交差点              |
| E3A 南九州西回り自動車道                                             | 鹿児島県   | 阿久根市       | 阿久根市       | 多田                      | 阿久根北IC              |
| 国道499号                                                            | 鹿児島県   | 阿久根市       | 阿久根市       | 新町                      | 阿久根駅前交差点        |
| 国道267号                                                            | 鹿児島県   | 薩摩川内市     | 薩摩川内市     | 大小路町                  | 大小路町交差点          |
| 国道270号                                                            | 鹿児島県   | いちき串木野市 | いちき串木野市 | 湊町                      | 農芸高校前交差点        |
| 国道270号 / 大里トンネル方面                                         | 鹿児島県   | いちき串木野市 | いちき串木野市 | 大里                      | 国道270号入口交差点     |
| 国道328号                                                            | 鹿児島県   | 鹿児島市       | 鹿児島市       | 小山田町                  | 小山田町交差点          |
| E3 九州自動車道                                                      | 鹿児島県   | 鹿児島市       | 鹿児島市       | 伊敷一丁目                | 28 鹿児島北IC           |
| 国道10号 国道225号 国道226号                                         | 鹿児島県   | 鹿児島市       | 鹿児島市       | 照国町                    | 照国神社前交差点 / 終点 |

### 交差する鉄道
- 日豊本線
- 山陽新幹線
- 筑豊電気鉄道
- 筑豊本線（福北ゆたか線）
- 鹿児島本線
- 香椎線
- 西鉄貝塚線
- 西鉄天神大牟田線
- 甘木鉄道甘木線
- 久大本線
- 熊本電気鉄道菊池線
- 豊肥本線
- 九州新幹線
- 肥薩線
- 肥薩おれんじ鉄道

### 主な峠
- 福岡県
  - 城山峠（標高80 m、宗像市）
  - 小栗峠（標高183 m、八女市 - 熊本県山鹿市）
- 熊本県
  - 赤松太郎峠（標高117 m、八代市 - 葦北郡芦北町）
  - 津奈木太郎峠（標高160 m、葦北郡芦北町 - 葦北郡津奈木町）

赤松太郎峠・佐敷太郎峠（現在は佐敷トンネルを経由）・津奈木太郎峠は三太郎越と呼ばれ、薩摩街道時代からの難所の一つだった。南九州西回り自動車道では赤松トンネル、新佐敷トンネル、新津奈木トンネルが貫通している。

## ギャラリー

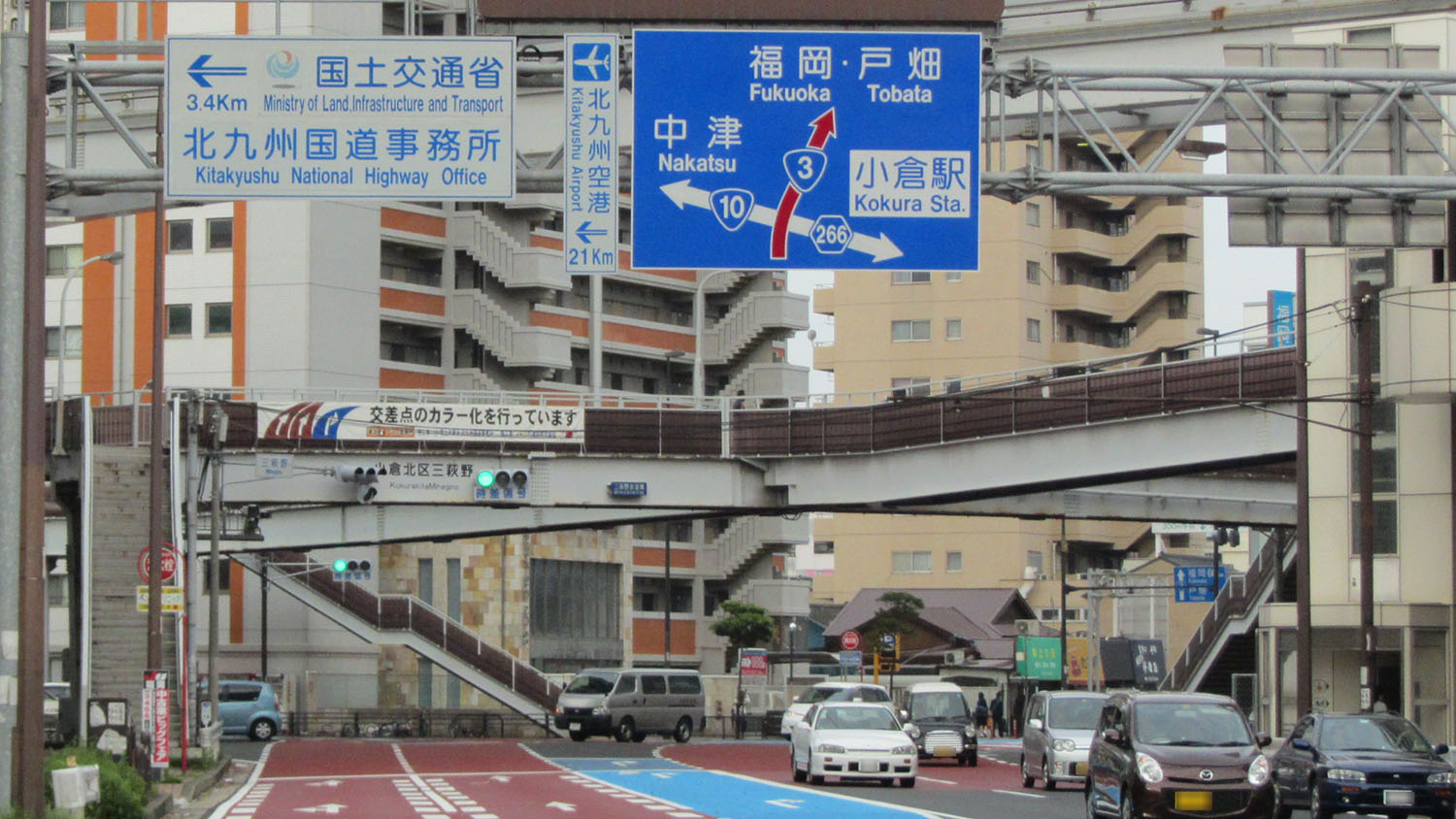
国道10号との分岐 福岡県北九州市小倉北区三萩野
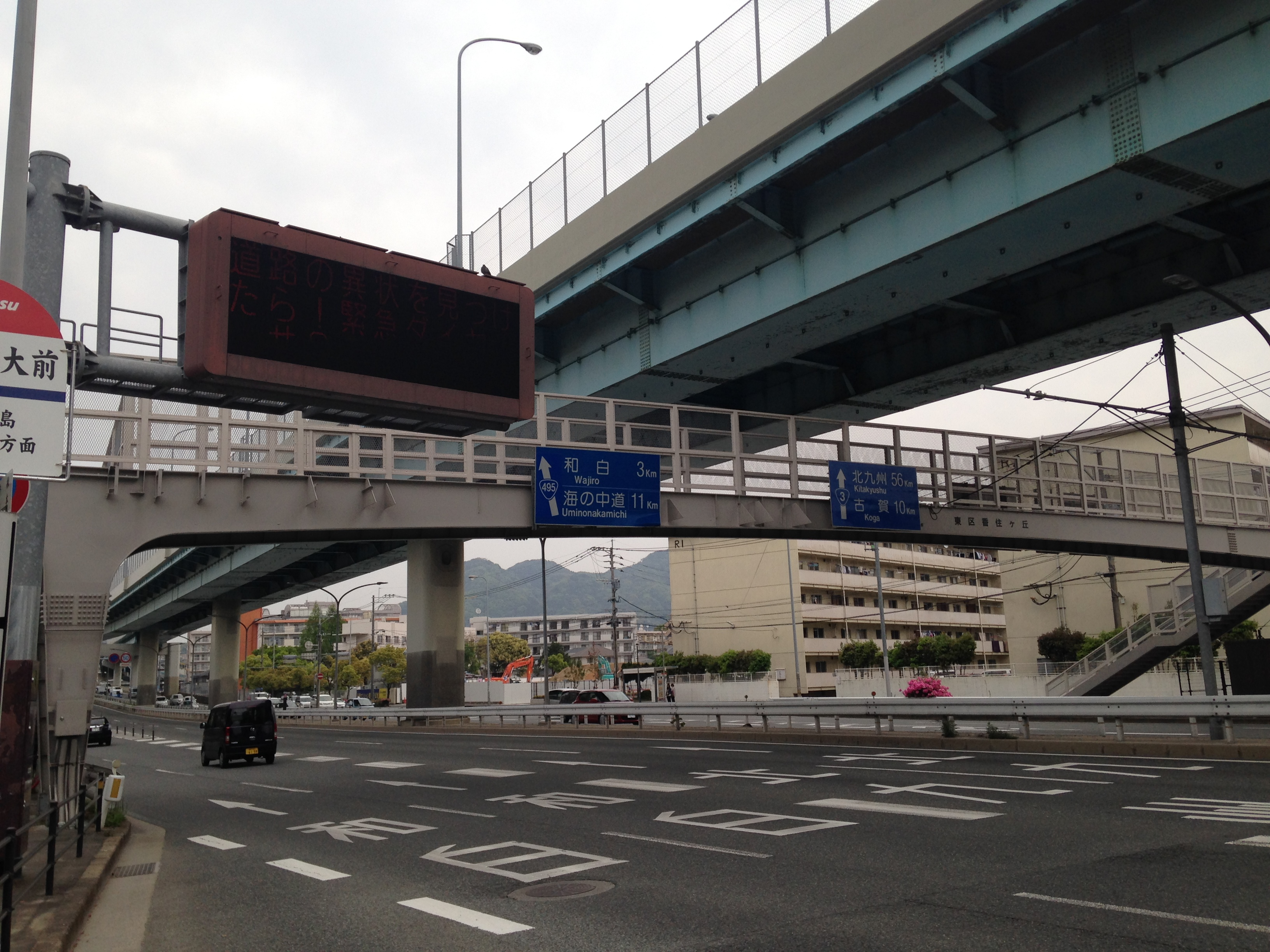
国道495号との分岐 福岡県福岡市東区香住ヶ丘
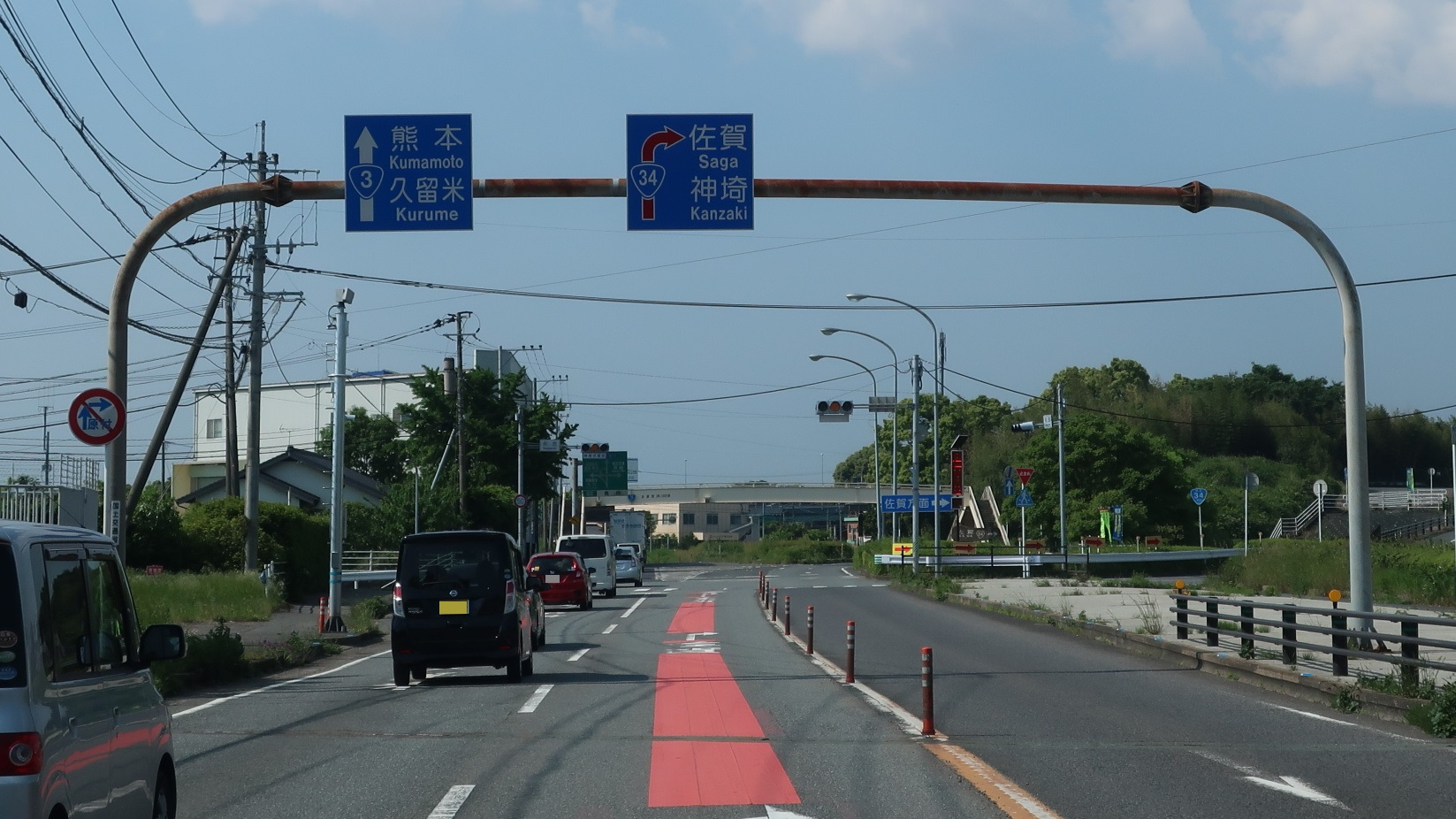
国道34号との分岐 佐賀県鳥栖市永吉町
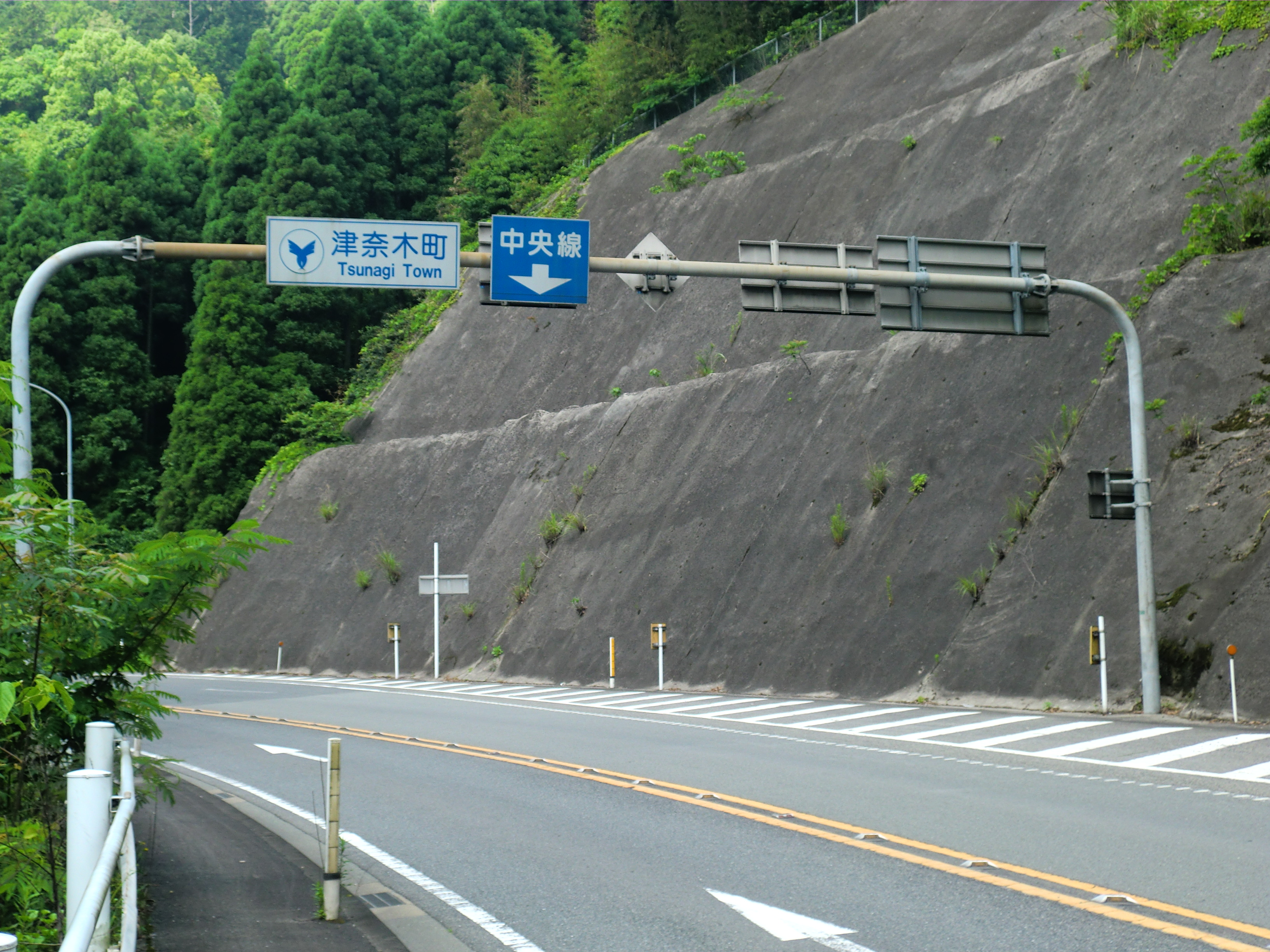
熊本県の津奈木太郎峠
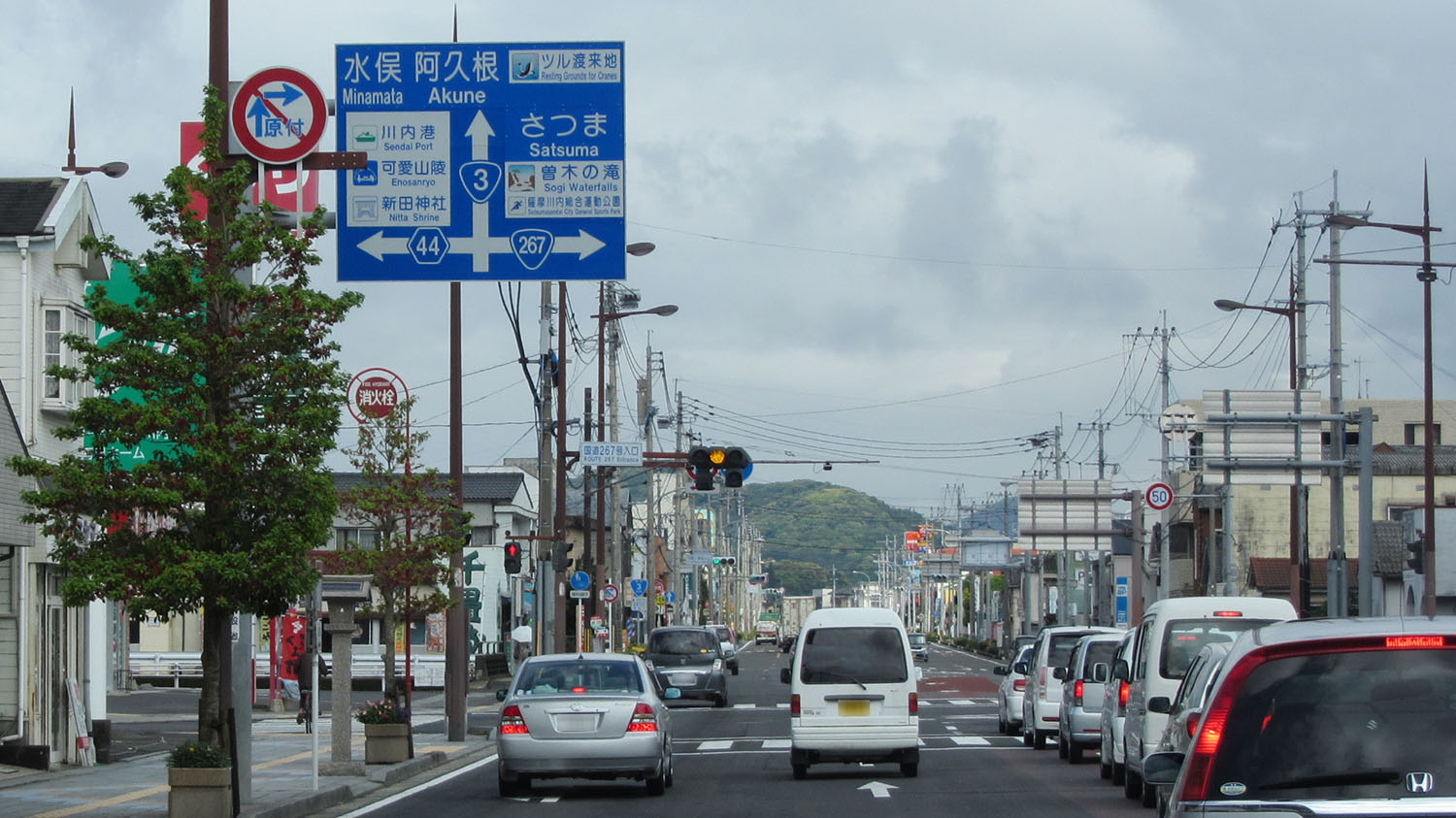
国道267号との分岐 鹿児島県薩摩川内市